# ナツズイセン
ナツズイセン（夏水仙、学名: Lycoris squamigera）は、ヒガンバナ科ヒガンバナ属の多年草である。
和名は、葉がスイセンに似ていて、花が夏に咲くことから。また、花期に葉がないことから、俗にハダカユリ（裸百合）とも呼ばれる。

## 形態・生態
地下に鱗茎を持つ。
秋から翌年の春にかけてスイセンに似た葉を出す。ただし、植物学上はスイセンではなくヒガンバナの仲間である。
8月中旬から下旬に鱗茎ひとつに対して1本、60cmほどの花茎を伸ばし、ピンク色の花を咲かせる。ヒガンバナは花を咲かせて枯れた後に葉が伸びるのに対し、ナツズイセンは春に葉を出して枯れた後に花が咲く。
ふつう果実はできない。

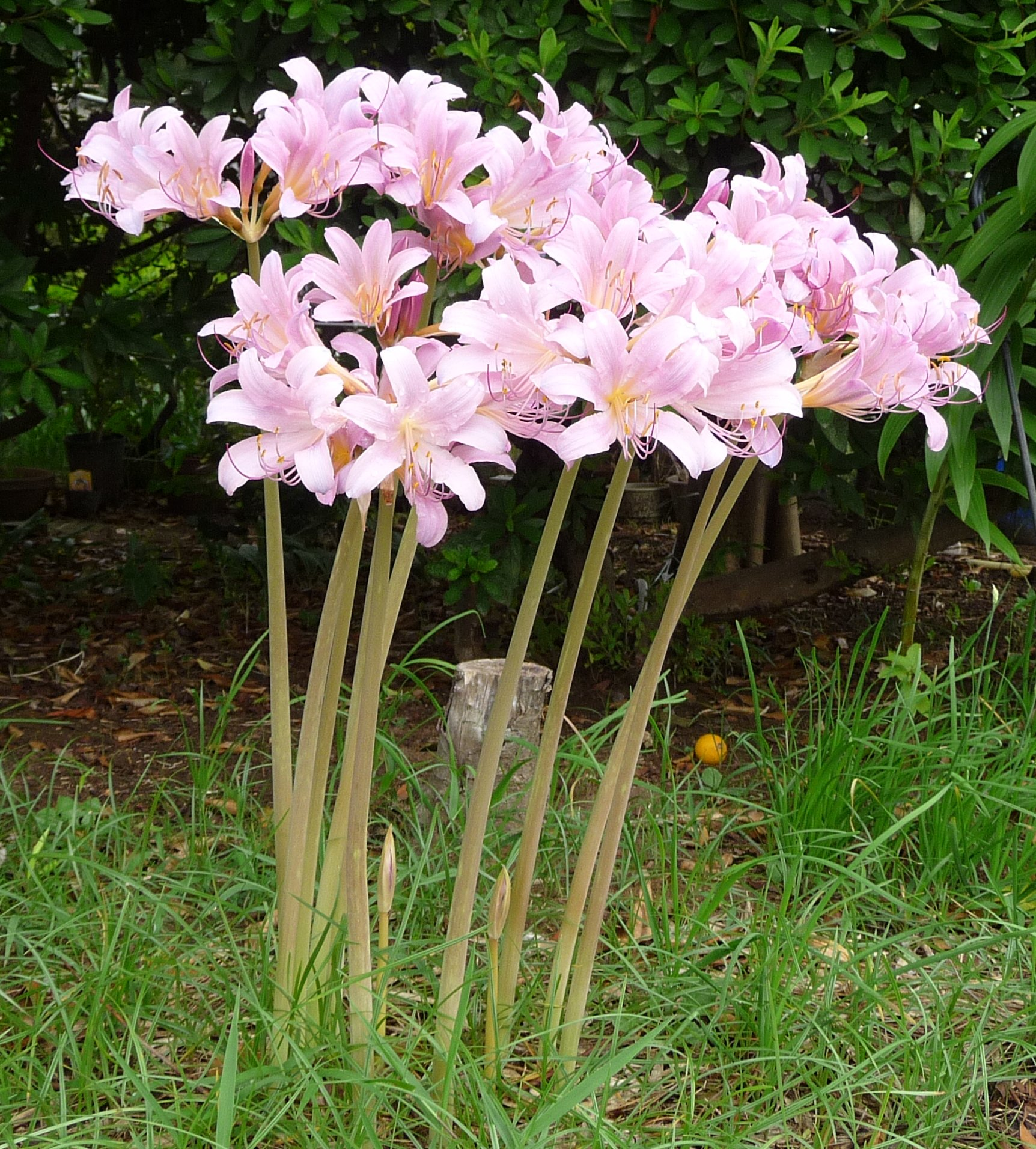
葉はまだ出ておらず、花茎と花だけの姿。地面近くに蕾を付けた2本もある
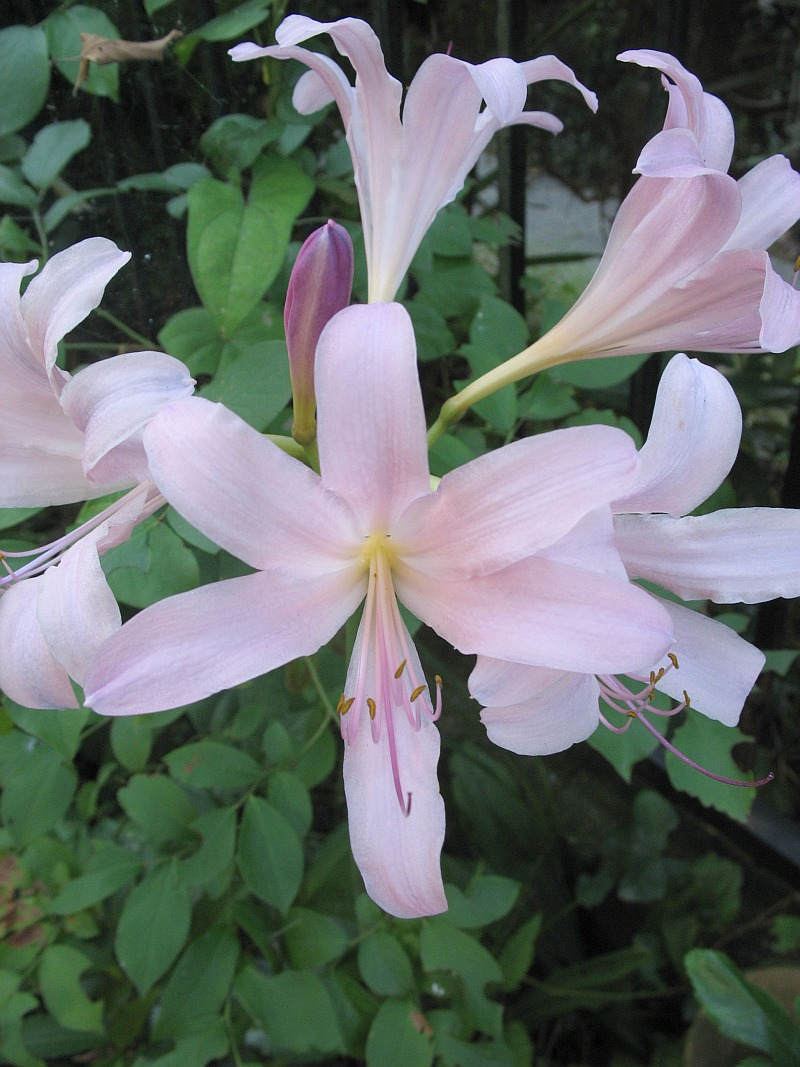
花

リコリンを含む有毒植物である。

## 分布
原産地は中国。中国や日本に分布。
日本では本州から九州の人里近くの山野や道端などの木陰に生育する。古くに中国から渡来した帰化植物と考えられている。カラスノカミソリ（八戸市）やピーピーグサ（神奈川県）などの地方名がある。

## 人間との関わり
観賞用に栽培される。